# Вермонт (Илиноис)
Вермонт (енгл. Vermont) град је у америчкој савезној држави Илиноис.

## Демографија
По попису из 2010. године број становника је 667, што је 125 (-15,8%) становника мање него 2000. године.
| Група             | 2000.       | 2010.       |
| Белци             | 771 (97,3%) | 652 (97,8%) |
| Афроамериканци    | 0 (0,0%)    | 1 (0,1%)    |
| Азијати           | 2 (0,3%)    | 2 (0,3%)    |
| Хиспаноамериканци | 8 (1,0%)    | 9 (1,3%)    |
| Укупно            | 792         | 667         |